# Сероголовый лягушкорот
Сероголовый лягушкорот (лат. Batrachostomus poliolophus) — вид птиц семейства лягушкоротов.
Эндемик Суматры. Распространён в северной и западной части острова. Встречается в тропических и субтропических низменных лесах и смешанных и сосновых горных леса на высоте 660—1400 м.
Самцы имеют красновато-коричневую окраску с белым воротничком и белыми круглыми пятнами на груди и брюхе. Самки бледно-коричневой окраски.
Ночная птица. Днём скрывается в кроне деревьев. Охотится на насекомых.